# Callipero bella
Callipero bella là một loài bọ cánh cứng trong họ Cerambycidae.